# Amazônia Sociedade Anônima
Amazônia Sociedade Anônima, é um filme documentário brasileiro em longa-metragem, com cerca de 1 hora e 12 minutos de duração, lançado em 2019. O documentário revela a complexa teia de poder econômico e político ligada ao avanço da fronteira agrícola, e como tem sido a luta e resistência dos povos indígenas e povos tradicionais para a preservação e sobrevivência da Amazônia. O filme conta com roteiro, direção e produção de Estevão Ciavatta, e produção associada de Walter Salles, e produção executiva de Susana Campos.

## Sinopse
Depois de décadas de negligência e falta de ação por parte das autoridades, tanto dos governos dos estados e da federação em proteger a região amazônica, bem como em proteger os povos indígenas e comunidades tradicionais, surge uma aliança sem precedentes liderada pelo cacique Juarez Saw Munduruku, que busca enfrentar as organizações criminosas responsáveis pelo roubo de terras e o desmatamento ilegal, com o intuito de preservar a floresta e as tradições dos povos nativos.

## Argumento e roteiro
O documentário Amazônia S/A (Sociedade Anônima) aborda como o avanço da fronteira agrícola na Amazônia tem ligação com o poder econômico e político, e demonstra como tem sido a longa batalha de resistência dos povos originários na região. O documentário faz um paralelo entre o desmatamento, e a sociedade de consumo, e como isso tem afetado a floresta, e como isso impacta  o equilíbrio do ecossistema global. Ao mesmo tempo, apresenta como os esforços e união entre os povos indígenas e ribeirinhos da região do rio Tapajós, na altura de Novo Progresso, no Pará, tem sido importante para garantir as áreas de sobrevivência da floresta na região. Através da figura do cacique Juarez Saw Munduruku, o filme apresenta como tem sido a resistência do povo mundurucu e ribeirinhos, e pela organização para exigirem os direitos constitucionais ao direito pela demarcação do seu território.

## Produção
O documentário conta com roteiro, direção e produção de Estevão Ciavatta, e produção associada de Walter Salles, e produção executiva de Susana Campos. Tem direção de fotografia de Dudu Miranda e Daniel Venosa, edição de Bernardo Pimenta e Fernando Acquarone, som direto de Carlinhos Nascimento e Marcos Cantanhede, e trilha sonora original de Berna Ceppas, e músicas de Philip Glass e Uakti.
O filme "Amazônia Sociedade Anônima", contou com a colaboração entre a Pindorama Filmes, o Imazon - Instituto do Homem e Meio Ambiente da Amazônia, Canal Brasil e o Coletivo Audiovisual Munduruku. O documentário teve como locações as regiões de floresta no estado do Pará, e no Amazonas, bem como nas cidades de Brasília, São Paulo e Rio de Janeiro, no Brasil.
No período de 2014 a 2019, a produção do filme acompanhou o processo de demarcação ao longo da rodovia BR-163, que conecta Cuiabá, no Mato Grosso, a Santarém, no Pará. Durante esse período os povos indígenas estavam lutando pelo reconhecimento e demarcação da Terra Indígena Sawré Muybu e contra a exploração predatória e o desmatamento na região. O impacto desses eventos é evidenciado por cenas em que equipes do Ibama - Instituto Brasileiro do Meio Ambiente e dos Recursos Naturais Renováveis realizam a fiscalização de fazendas, e até incendeiam equipamentos em áreas de desmatamento ilegal. Em paralelo a produção também contou com entrevistas de pesquisadores que explicam que a questão vai além da simples venda de madeira, e sim trata-se da disputa pela posse da terra, algo com raízes históricas.
Frente a esse ataque, a produção do documentário buscou mostrar o testemunho de resistência dos povos indígenas e povos tradicionais. O diretor Estevão Ciavatta buscou explorar episódios da história da organização dos mundurucus e dos ribeirinhos que habitam as margens do rio Tapajós, nas proximidades de Novo Progresso, no estado do Pará. Esses relatos detalham os esforços dessas comunidades na demarcação de seus territórios e na busca pela garantia de seus direitos constitucionais.

### Sobre o diretor
Estevão Ciavatta (Rio de Janeiro, 9 de agosto de 1968), é um premiado diretor, roteirista e produtor formado em Cinema pela Universidade Federal Fluminense (UFF), e é sócio-fundador da produtora de audiovisual Pindorama Filmes, produtora audiovisual que é referência em obras que abordam questões sociais e ambientais, como o próprio documentário Amazônia S/A (Sociedade Anônima), e a série Um Pé de Quê?. Estevão Ciavatta é casado com a atriz Regina Casé desde 1999.

## Recepção crítica
Segundo a Revista Amazônia Latitude, e corroborado pelo crítico de cinema Bruno Carmelo, o documentário Amazônia S/A (Sociedade Anônima) se apresenta didaticamente como um filme que busca conscientizar o público sobre a destruição da Amazônia, dando voz aos povos indígenas e promovendo a defesa de seus direitos. Através da linguagem cinematográfica, ele oferece um olhar aprofundado e complexo sobre as questões ambientais e sociais envolvidas, incentivando uma resposta ativa diante da exploração da floresta.
Ainda segundo a Revista Amazônia Latitude, o filme aborda problemas estruturais da sociedade brasileira, utilizando imagens impactantes da devastação da floresta amazônica. O documentário também rompe as barreiras ao aproximar o público dos problemas vividos pelos povos indígenas que buscam o direito ao seu território.
A crítica ao filme feita pela jornalista Débora Pinto aponta que ao detalhar a história da organização e união entre os mundurucus e ribeirinhos na luta pela demarcação de seu território, e pela garantia de seus direitos constitucionais, apresenta um exemplo de resistência diante da exploração da Amazônia. Ao mesmo tempo, o filme é um exemplo da importância de permitir que os próprios indígenas contem suas histórias, mostrando como a linguagem cinematográfica contribui para a defesa de seus direitos. De modo geral, o filme ressalta a importância do espectador com uma voz política, conectado às relações de poder e governança presentes na sociedade capitalista brasileira.

## Elenco
O documentário contou com depoimentos e entrevistas de líderes indígenas, pesquisadores, e outros agentes públicos.
- Agamenon Menezes
- Alidra Akay
- Arthur Serra Massuda
- Beto Verissimo
- Cacique Juarez Saw Munduruku
- Chico Catitu
- Eduardo Viveiros de Castro
- Ezequiel Castagna
- Givanildo dos Santos
- Joao Luis de Maria Pereira
- Jorge Apiaka
- Jose Galizia Tundisi
- Luciano Everest
- Lucyanne Saw
- Maria Leusa
- Maria Luiua de Sousa
- Rilliete Akay
- Simão Janete

## Principais prêmios e festivais de cinema
A campanha em festivais de cinema contou com um breve percurso com foco em eventos no Brasil.
- Festival do Rio, 2019.[1]
- 43ª Mostra Internacional de Cinema de São Paulo, 2019.[1][9]
- Festival Internacional de Cinema de Alter do Chão, Prêmio de Melhor Filme (2020).
- One World Media Awards - Prêmio Environmental Impact (2021).

## Lançamento
O documentário foi lançado em plataformas digitais de transmissão vídeo sob demanda em dezembro de 2019. Também contou com uma estreia televisiva através do Canal Brasil.